# Kfz-Kennzeichen (Niger)

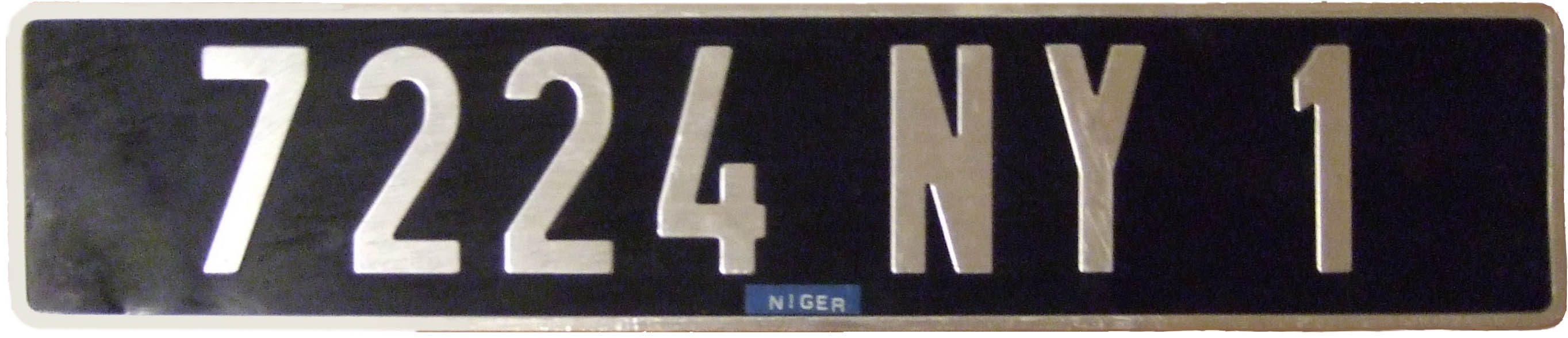
Serie bis 2005

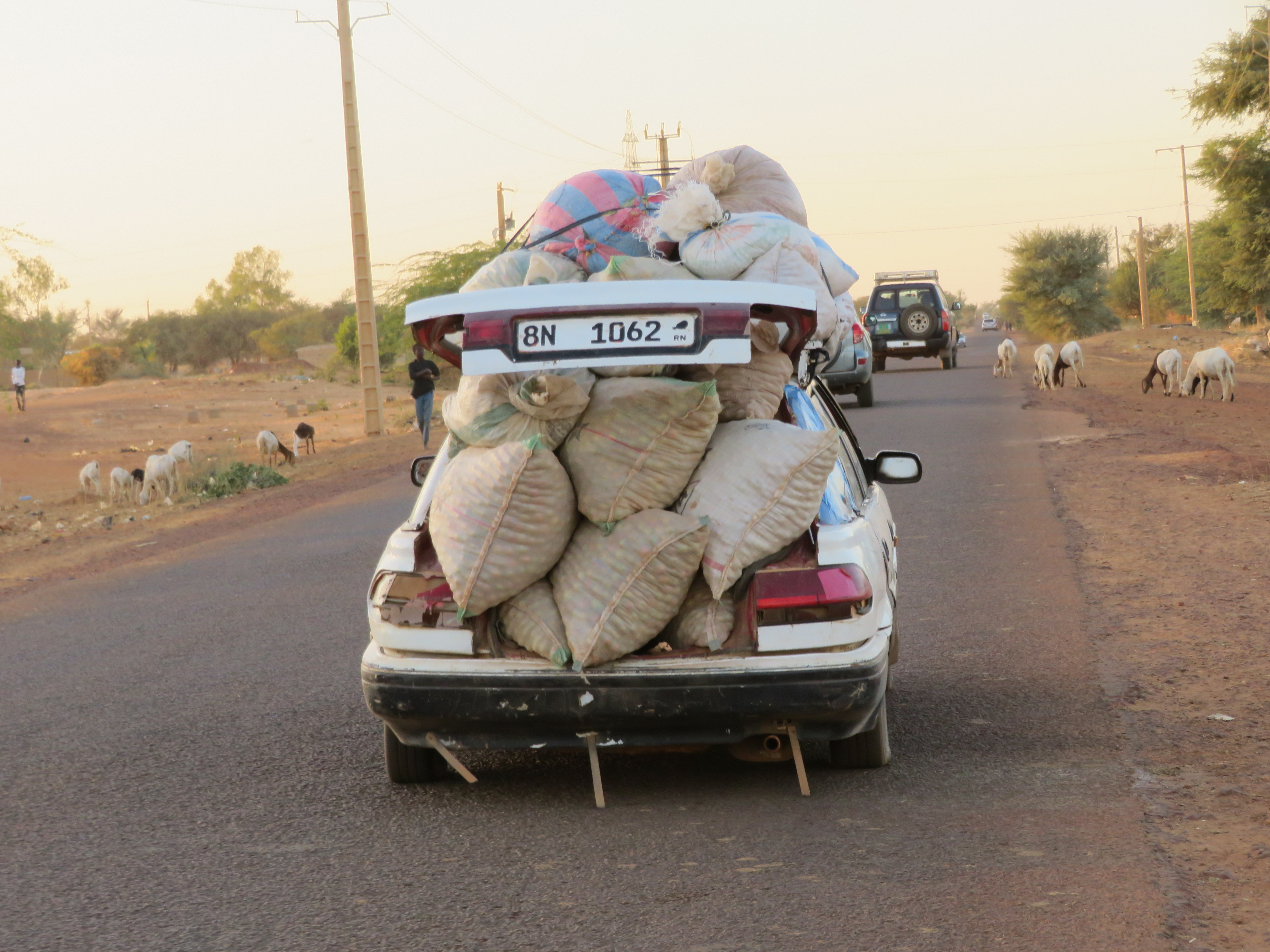
Toyota Corolla in Niger

Die Kfz-Kennzeichen in Niger entsprechen dem europäischen Standardmaß von 520 × 110 mm. Die Schilder zeigen in der Regel schwarze Schrift auf weißem Hintergrund. Die Kombination besteht aus zunächst aus einer Ziffer, die die Region angibt, gefolgt von einem Buchstaben. Nach einem Sticker folgt eine vierstellige Ziffernkombination. Am rechten Rand befindet sich der Landesumriss und darunter das Nationalitätszeichen RN für französisch République du Niger. Nummernschilder für kommerziell genutzte Fahrzeuge zeigen einen orangefarbenen Hintergrund.
Kennzeichen in dieser Gestaltung werden seit 2005 herausgegeben. Zuvor waren seit der Unabhängigkeit des Landes 1960 schwarze Schilder mit silberner Schrift und silbernem Rand üblich.
Regioncodes:
- 1 – Agadez
- 2 – Diffa
- 3 – Dosso
- 4 – Maradi
- 5 – Tahoua
- 6 – Tillabéri
- 7 – Zinder
- 8 – Niamey